# Saldenburg
Saldenburg je obec v německé spolkové zemi Bavorsko, v zemském okrese Freyung-Grafenau ve vládním obvodu Dolní Bavorsko. V roce 2011 zde žilo 1 911 obyvatel.

## Místní části
- Altreuth
- Auggenthal
- Bruckwiesreuth
- Dießenstein
- Ebersdorf
- Entschenreuth
- Furthsäge (Einöde
- Goben
- Haberlmühle
- Hals
- Haufang
- Haunleiten
- Hirschreuth
- Hundsruck
- Lanzenreuth
- Lembach
- Matzersdorf
- Oberöd
- Ohmühle
- Platten
- Preying
- Rettenbach
- Saldenburg
- Senging
- Söldenreuth
- Spitzingerreuth
- Stadl
- Trautmannsdorf
- Unteröd

## Historie
Hrad Saldenburg byl postaven v roce 1368 Heinrichem Tuschlem von Söldenau jménem hrabat z Hals, aby zajistil obchodní stezku „Gulden Stras“, cestu, která konkurovala Zlaté stezce. Od roku 1677 do 19. století patřil hrabatům z Preysingu. Sídlo bylo součástí bavorského kurfiřtství. V roce 1841 byla založena dnešní obec.

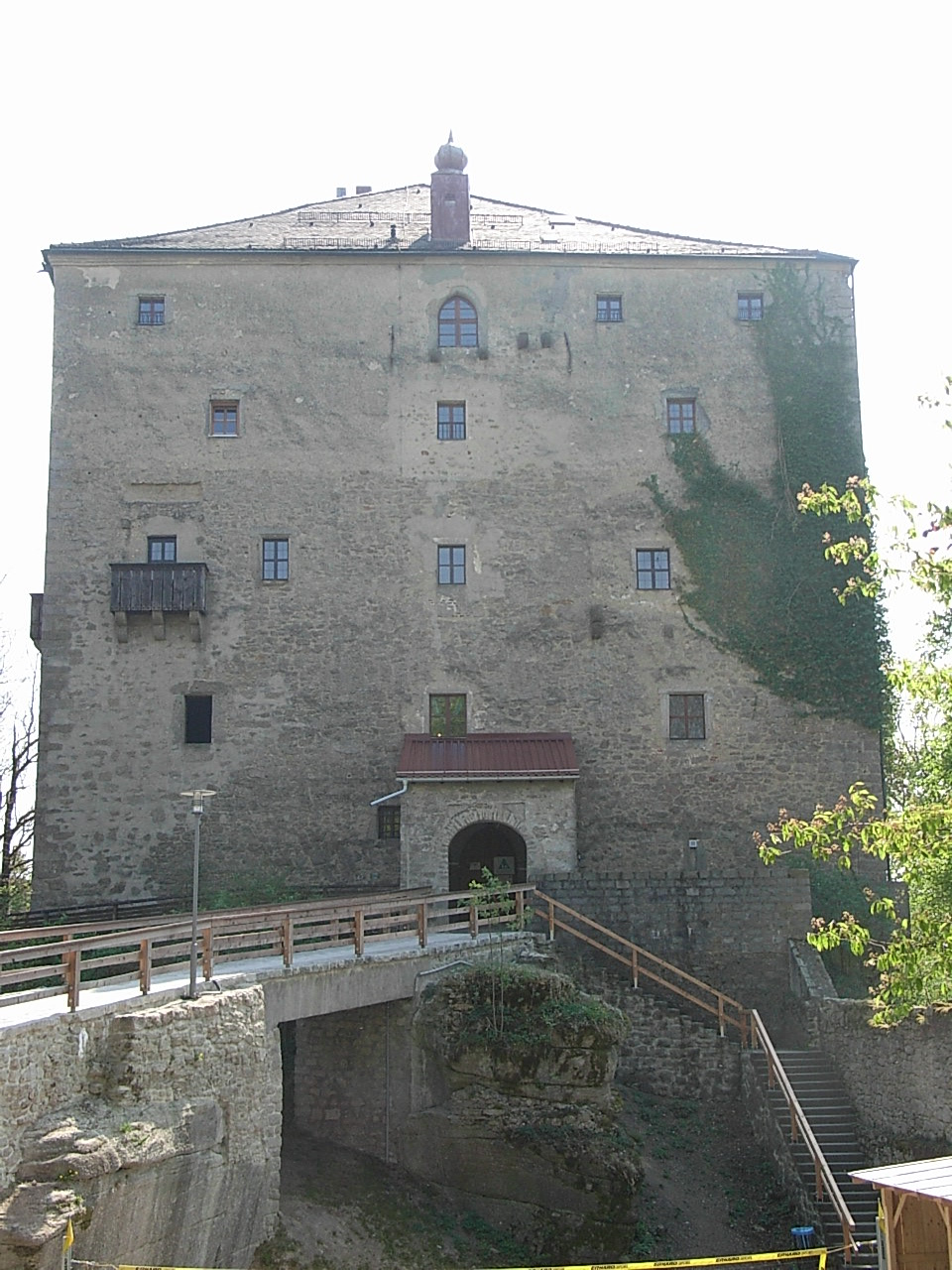
Hrad Saldenburg

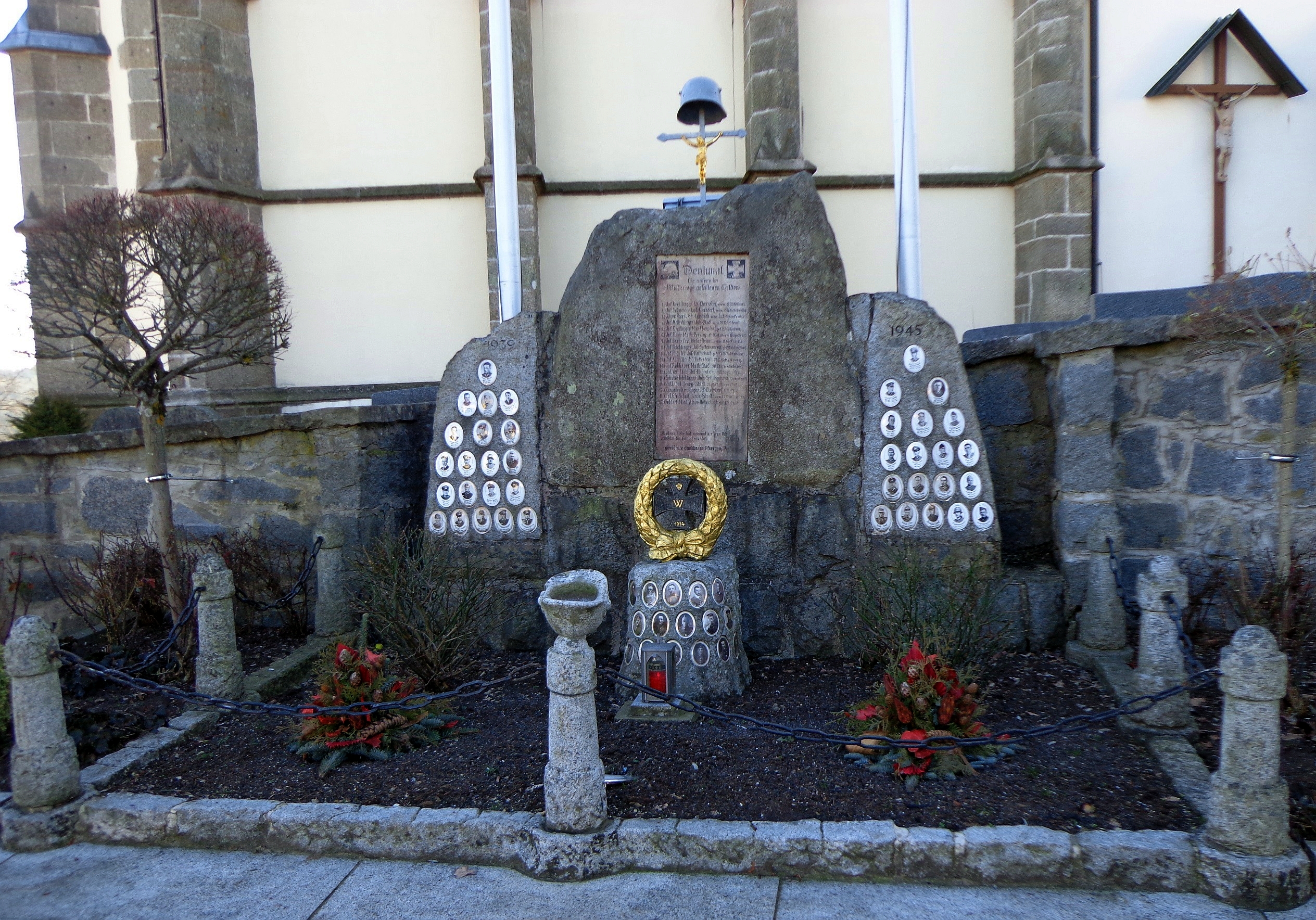
Pomník padlých v osadě Preying

V roce 1928 byl hrad Saldenburg upraven na ubytovnu pro mládež. Během druhé světové války byly do Saldenburgu poslány děti slovinských odbojářů (partyzánů), které byly násilně odděleny od svých rodin.

## Okolní obce
| - Schönberg (S) - Grafenau (SV) - Perlesreut (V) - Tittling (J) - Thurmansbang (Z) |